# Druga Intifada
Druga Intifada, također znana i kao Al-Aksa Intifada (arapski انتفاضة الأقصى, Intifāḍat El Aqṣa; hebrejski אינתיפאדת אל-אקצה, Intifādat El-Aqtzah) je bio drugi palestinski ustanak protiv izraelske okupacije Zapadne obale i Pojasa Gaze, od 2000. do 2008., kad se situacija smirila i zadržala na razini razmjerno mirnog statusa quo. Prva Intifada bila je od 1987. do 1993.
To razdoblje je označilo intenzivne sukobe i povećanje nasilja između Izraela i Palestine, a općenito se smatra da je povod bio dan kada je Ariel Sharon posjetio Brdo hrama u Jeruzalemu. Arapska riječ "Intifada" se doslovno može prevesti kao "uzdrmavanje". Smrtnost Druge Intifade mnogo je veća od prve: broj poginulih u 8 godina pobune je preko 6,000, od toga 5,500 Palestinaca, 1,062 Izraelaca te 64 strana državljana.

## Početak Intifade
Točan datum početka ustanka je sporan. Neki izvori navode 27. rujna 2000. kao početak, kada je "palestinski službenik za sigurnost ubio izraelskog IDF vojnika kada su zajedno išli na patrolu". Međutim, mnogo češće se 28. rujna uzima kao glavni datum, kada su Palestinci uzvratili nemirima kada je Ariel Sharon, u pratnji naoružanih policajaca, posjetio Brdo hrama u Jeruzalemu, sveto mjesto i za Židove i za Muslimane. Palestinci su njegovu posjetu smatrali činom provokacije i omalovažavanja te su burno reagirali. Neki pak smatraju da je ustanak započeo tek sljedeći dan, u petak 29. rujna, na dan molitve, kada je povećana prisutnost izraelske policije i vojske koja je uzrokovala teške nemire i sukobe s Palestincima. Sharon je najavio svoju posjetu te mu je palestinski šef sigurnosti Jibril Rajoub dao odobrenje za istu, dokle god ne stupi u džamiju. Na dan posjete isprva su bile zabilježene mirne demonstracije, s obzirom na Sharonovu vojnu prošlost, poglavito u krvavom Libanonskom ratu 1982., da bi na kraju prerasli u otvorene nemire i sukobe Palestinaca s izraelskim sigurnosnim službama. Razlog takvih burnih reakcija ima nekoliko: tih dana Palestinci su obilježavali 18. godišnjicu masakra u Sabri i Šatili, koji se dogodio kada je Sharon bio ministar obrane, tako da su mnogi Palestinci smatrali njegovu posjetu tom svetom mjestu svetogrđem. Također, iako je Sharonova namjera bila pokazati da svaki Izraelac ima pravo posjetiti Brdo hrama, glasnogovornik Likuda Ofir Akounis je izjavio da je namjera bila pokazati da će pod „Likudom brdo hrama ostati pod izraelskom kontrolom."
Pojedini Izraelci smatraju daje Druga Intifada započela još ranije, kada je Jaser Arafat u srpnju 2000. napustio sumit u kampu David. Izraelske žrtve zabilježene su već 27. rujna, navodi Dr. Jeremy Pressman.
Većina analitičara i povjesničara smatra da je Sharonov posjet toj lokaciji pokrenuo nemire koji su prerasli u Drugu Intifadu. U prvih pet dana nemira, izraelska policija ubila je 47 Palestinaca a ranila 1,885, dok su Palestinci ubili 5 Izraelaca.

## Kronologija
Uslijedili su brojni okršaji između militantnih Palestinaca i izraelskih snaga sigurnosti, popraćeni kratkim razdobljima mira. Radikalne frakcije Hamas i Islamski džihad okrenuli su se metodi samoubilačkih napada i oružanim okršajima s tehnološki i oružano superiornijom izraelskom vojskom. Palestinci su ustanak smatrali legitimnim pravom na samo-obranu i borbu za oslobođenje od okupacije koja traje od 1967., dok su Izraelci te akcije nazvali činom terorizma te ih često uspoređivali sa zloglasnim napadima 11. rujna.
Kao odgovor na sukobe, Izrael je uveo policijski sat na pojedinim područjima, pojačao nadzor nad kontrolnim točkama diljem Zapadne obale i uveo strože mjere za putovanje što se tiče Palestinaca. Također je 2002. ponovno otvoren zatvor Ofer radi zadržavanja palestinskih zarobljenika, koji je bio zatvoren 1995. Od 2000. do 2004., razoreno je preko 5,000 palestinskih kuća. Naime, do veljače 2005., Izrael je koristio politiku demoliranja obiteljskih kuća bombaša samoubojica, što je, zbog velikih šteta i broja palestinskih civila koji žive u jednom domu, bio kontroverzan čin. Human Rights Watch dokumentirao je kako su izraelski buldožeri demolirali oko 2,500 kuća samo u Pojasu Gaze, od toga 2/3 u Rafahu kako bi se stvorila "tampon zona" uz granicu s Izraelom. Na taj način oko 16,000 Palestinaca je ostalo bez krova nad glavom, a mnogi od njih su evakuirani po drugi ili čak treći put. Zbog blokade Pojasa Gaze otkad je Hamas preuzeo vlast u toj enklavi, stanovnici su počeli graditi podzemne tunele do Egipta kako bi nabavili potrebne namirnice: od krava i drugih domaćih životinja, preko osobnih računala i ostalih kućanskih aparata, pa do betona i inoga građevnog materijala, te raznog oružja i vojne opreme koje uglavnom nabavlja Hamas, za održavanje svoje vlasti u tome području i za napade na Izrael. Također su izraelske snage sigurnosti često koristile tzv. "ciljana ubojstva" protiv palestinskih militanata uz pomoć raketa ispaljenih iz borbenih helikoptera ili zrakoplova.
Slijedi sažetak značajnijih događaja:

### 2000.
- 30. rujna 2000. TV ekipa francuskog kanala France 2 objavila je snimku na kojoj se navodno vidi kako su IDF vojnici pucali i ubili 12-godišnjeg dječaka Muhameda al-Durraha, koji se zajedno s ocem skrivao iza betonskog cilindra nakon što su se našli usred pucnjave palestinskih snaga sigurnosti i IDF-a, u Netzarimu u Pojasu Gaze. Događaj je snimio kamerman Talal Abu Rahma. Iako je al-Durrah proglašen mučenikom, postoje velike sumnje oko toga da li je cijeli incident bio fingiran, a neki su analitičari čak optužili Palestince da su sami upucali al-Durraha[27][28][29][30][31]
- Deset dana kasnije, bijesna palestinska rulja napala je dvojicu izraelskih vojnika koji su zabunom skrenuli u Ramallah te zadržani u palestinskoj policijskoj postaji, te ih ubili pred kamerama sumnjajući da su tajni agenti. Incident je šokirao izraelsku javnost i oslabio ljevicu. Kao odgovor,  Izrael je pokrenuo niz zračnih napada protiv Palestinske samouprave u Zapadnoj obali i Pojasu Gaze. Policijska postaja gdje se dogodio linč je sravnjena sa zemljom.[32][33][34][35][36][37]

### 2001.
- 6. veljače 2001., u izvanrednim izborima, desničar Ariel Sharon je izabran za izraelskog premijera, koji je naglasio da odbija naći se osobno s Arafatom.
- 7. svibnja 2001. IDF sprječava brod koji je krijumčario oružje da uplovi u Gazu.
- Palestinski samoubilački napad u redu za čekanje ispred diskoteke Dolphinarium u Tel Avivu, u subotu 1. lipnja 2001. u 23 sata, odnio je živote 21 osobe, a 132 su dodatno ranjene.[38][39][40][41]
- 9. kolovoza u 14:00 sati bombaš samoubojica detonirao je bombu u krcatom restoranu Sbarro te odnio živote 15 osoba a ranio preko 130. Hamas i Islamski džihad preuzeli su odgovornost.[42][43]

### 2002.
- 27. ožujka 2002. palestinski bombaš samoubojica je za vrijeme blagdana Pashe ušao u hotel Park u Netanyi, ušao u gostionicu i aktivirao eksploziv, ubivši 30 ljudi i ranivši 140. Sharon je na to pokrenuo vojnu akciju „Operacija Obrambeni štit“ u kojoj su uhićeni brojni militanti.[44][45]
- Izraelske postrojbe i osobna garda palestinskog predsjednika Arafata sukobile su se oko Arafatova ureda, nakon što su 29. ožujka 2002. izraelski tenkovi ponovno okupirali Ramallah i s tri strane okružili Arafatov ured, a izraelski buldožeri počeli rušiti ogradu koja okružuje kompleks. Arafatov najviši pomoćnik Nabil Abu Rdainah rekao je da su se vodile borbe između izraelskih snaga i Arafatovih tjeločuvara unutar kompleksa te da je u borbama nekoliko ljudi ranjeno. Prema palestinskim izvorima, u borbama je ranjeno najmanje pet palestinskih policajaca, dok je izraelska vojska probila rupu u Arafatovim uredima, pa je njegov pomoćnik izrazio bojazan da će izraelske snage upasti u stožer palestinskog predsjednika. Ministar Abed Rabbo izjavio je Reutersu telefonom iz opkoljenog stožera da je jasno da je cilj ove operacije sam Arafat i cijelo palestinsko vodstvo. Izraelski premijer Sharon na izraelskoj je televiziji Arafata nazvao neprijateljem i rekao da će ga Izrael "izolirati". Osim toga, istaknuo je da će Izrael poduzeti akciju širokih razmjera kako bi izolirao Palestinsku samoupravu te da su izraelske postrojbe ušle u Arafatov stožer u gradu Ramallahu na Zapadnoj obali. Sharon je rekao da će Izrael progoniti palestinsku vlast na čitavom području koje je pod upravom Palestinaca, dok je ministar obrane Binyamin Ben-Eliezer izjavio da je Ramallah "prijestolnica terora".[46] Međunarodna zajednica je izrazila zabrinutost oko opsade Arafatovog jedišta, a čak su i američki dužnosnici kritizirali taj čin.[47] Nakon mjesec dana natezanja, opsada je završena kada je predano šestero palestinskih militanata.
- Između 2. i 11. travnja 2002. IDF je započeo bitku za Jenin u kojoj su poginula 52 Palestinaca i 23 Izraelaca.[48]

- Od 2. travnja do 10. svibnja 2002. IDF je držao Baziliku Rođenja Isusova u Betlehemu pod opsadom, pošto su se u njoj nalazili palestinski militanti. Opsada je završila kada je postignut dogovor da će se palestinski militanti odvući u Europu.
- 31. srpnja 2002. aktivirana je bomba skrivena na stolu kantine na Herbrejskom sveučilištu u Jeruzalemu te ubila 9 a ranila preko 100 osoba, uglavnom studenata. Hamas je preuzeo odgovornost za napad.[49][50]

### 2003.
- S obzirom na to da se izraelska strana odbijala sastati s Arafatom, Mahmud Abbas imenovan je 2003. novim palestinskim premijerom kako bi se nastavili mirovni pregovori.
- 5. ožujka bombaš samoubojica iz Hebrona raznio se u autobusu u Haifi. U napadu je 17 osoba izgubilo živote.[51]
- 16. ožujka dogodio se ozbiljan incident u Pojasu Gaze kada je izraelski buldožer pregazio 23-godišnju američku aktivistkinju Rachel Corrie, članicu Međunarodnog pokreta solidarnosti, dok je pokušavala spriječiti IDF od rušenja palestinske kuće. IDF je objavio da buldožer nije rušio kuće nego je samo čistio otpad a da je vozač nije vidio na vrijeme te da je sve bio nesretni slučaj, no očevici su izjavili da je vozač imao jasan pogled na cijelo područje.[52][53] Joe Carr, također član pokreta solidarnosti, tvrdi da je Corrie vidljivo stajala najmanje 15 metara ispred buldožera, vikala i mahala rukama, no vozač je samo nastavio voziti dalje: "Svi smo pojurili prema njoj...Jedan aktivist je vikao na megafon, no buldožer je samo nastavio voziti dalje dok ju nije pregazio."[54] Izrael je izvršio istragu u kojoj odbacuje odgovornost za incident te je obećao da će ubuduće staviti kamere na svoje buldožere. Corrijini roditelji su nastavili "promovirati mir i podizati svijest o palestinskoj situaciji" a 2010. u Ramallahu je jedna cesta dobila naziv "Rachel Corrie".
- Izraelska mornarica presrela je 20. svibnja 2003. još jedan brod koji je krijumčario oružje i municiju, "Abu Hassan", na putu prema Pojasu Gaze.
- 19. kolovoza palestinski bombaš samoubojica detonirao je eksploziv u punom autobusu u Shmuelu HaNaviju, u Jeruzalemu, te odnio živote 23 ljudi a ranio još 130.[55] IDF je potom pokrenuo raciju u Nablusu koja je trajala preko 100 dana.
- Potkraj ljeta 2003., Izrael započinje građenje sigurnosne ograde uz granicu sa Zapadnom obalom, kako bi se povećala sigurnost izraelskih građana odvajanjem od Palestinaca. Međutim, barijera ne slijedi tzv. "zelenu liniju", nego pripaja neke palestinske dijelove hebrejskoj državi.
- 4. listopada palestinski bombaš samoubojica ubija 21 Izraelca u restoranu Maxim u gradu Haifa. Izrael je optužio Siriju i Iran da financiraju teroriste te je idući dan pokrenuo zračni napad na navodni palestinski logor za obuku militanata 25 km sjevero-zapadno od Damaska. Bio je to prvi izraelski napad na sirijski teritorij od Jomkipurskog rata 1973. Nije bilo prijavljenih žrtava. Sirija je na to pozvala Vijeće sigurnosti UN-a da osudi taj čin.[56]

### 2004.
- 29. siječnja 2004., u 9:00 ujutro bombaš samoubojica aktivirao je bombu u autobusu br. 19 u Jeruzalemu te odnio živote 10 osoba a ranio preko 50. Detonacija je razorila gotovo cijeli autobus.[57] Brigade mučenika Al-Akse i Hamas preuzeli su odgovornost.
- 22. ožujka 2004., izraelski ratni helikopter raketom je ubio šejka Ahmeda Jasina, osnivača i duhovnog vođu Hamasa, dok je izlazio nakon molitve iz džamije u Gazi. U napadu je također ubijeno 9 ljudi. Međunarodna zajednica podvojeno je reagirala na događaj: neki su ga pravdali, drugi su ga osudili. 200,000 ljudi u Gazi prisustvovalo je Jasinovom sprovodu."[58][59] Jack Straw je naveo da "takvi postupci neće pomoći postići mir u regiji".[60]
- 17. travnja Abdel Aziz al-Rantissi, Jasinov nasljednik i novi Hamasov vođa, također je samovoljno ubijen izraelskim ratnim helikopterom u automobilu.
- 18. svibnja IDF je bombardirao podzemne tunele u Gazi za koje se sumnja da krijumčare oružje.
- 7. listopada dogodio se napad na Izraelce u Egiptu: kamion pun eksploziva zaletio se u Taba Hilton hotel na istoku Sinaja te eksplodirao, odnijevši živote 34 ljudi (od toga 12 Izraelaca), a ranivši preko 150. Deset katova u hotelu se urušilo zbog detonacije.[61] Mnogi turisti napustili su Tabu i vratili se u Izrael a Egipat je u žestokoj raciji uhapsio 2.400 osumnjičenih. Troje je osuđeno na smrt zbog uloge u napadu.[62]
- 11. studenog 2004. umro je Jaser Arafat.
- 10. prosinca 2004. Hamas je izbacio rakete na židovsko naselje Neveh Dekalim u Pojasu Gaze, na što je IDF otvorio vatru na izbjeglički logor Khan Younis.

### 2005.
- 15. kolovoza 2005. Izrael se povukao iz Pojasa Gaze, demontirao sva židovska naselja te evakuirao oko 7,000 židovskih doseljenika natrag u hebrejsku državu. Židovski doseljenici koji su odbijali napustiti to područje, su prisilno evakuirani od izraelske policije.[63][64] Neočekivano, radikalni Hamas je preuzeo vlast u Gazi.

### 2006.
- U ljeto 2006. IDF je započeo sporadični 4-mjesečni sukob s Pojasom Gaze kao odgovor na kontinuirano lansiranje kasam raketa na Negev te kako bi Hamas oslobodio otetog vojnika, Gilada Shalita.[65][66] Na prvi dan borbe, Izrael je bombardirao jedinu elektranu u Gazi.[67] Vijeće sigurnosti glasovalo je o osudi nerproporcionalne upotrebe sile sa strane Izraela, no SAD je stavio veto na rezoluciju. Do 26. studenog, kada je potpisano primirje, ubijeno je 5 vojnika na izraelskoj strani te 277 militanata i 117 civila na palestinskoj strani.

### 2007.
- 29. siječnja 2007. bombaš samoubojica odnio je živote troje Izraelaca u pekari u Eilatu.[68]
- 15. svibnja 2007., nakon što su palestinski militanti mjesecima lansirali stotine raketa na južni Izrael, IDF je pokrenuo novi sukob s Gazom te uhapsio razne Hamasove političare u Zapadnoj obali. Od jeseni 2007., Izrael je počeo ograničavati dostavu goriva tom teritoriju te proglasio Gazu "neprijateljskim entitetom", što je Hamas interpretirao kao "objavu rata".[69]

### 2008.
- Do siječnja 2008., blokada Pojasa Gaze dosegla je kritičnu točku, prema istraživanju UN-a.[70] 17. siječnja, nakon porasta raketnih napada, Izrael je potpuno zatvorio granicu. 23. siječnja u eksploziji je napravljena rupa u zidu u blizini graničnog prijelaza Rafah. UN procjenjuje da je potom između 200,000 i 700,000 ljudi, oko polovice stanovništva Pojasa Gaze, prešlo granicu i otišlo u Egipat u potrazi za hranom i namirnicama.[71][72] IDF je ušao u stanje visoke pripravnosti zbog straha da bi militanti mogli ujedno nabaviti i oružje. Nakon 11 dana, granica je ponovno zatvorena, izuzev za putnike koji su se vraćali kući.[73] U vojnoj ofenzivi od 29. veljače do 4. ožujka, IDF je pokrenuo zračne napade na skladišta oružja, tvornice raketa te lokacije za lansiranje raketa, na što je Hamas odgovorio lansiranjem raketa na Sderot. U pet dana poginulo je 110 Palestinaca te troje Izraelaca.[74] Nakon vojne akcije, Mahmud Abbas je neko vrijeme prekinuo sve veze s Izraelom dok je EU osudila "nesrazmjernu upotrebu sile".[75]
- 6. ožujka dogodio se pokolj u Mercaz HaRavu.[76]
- 2. srpnja 2008. arapski stanovnik istočnog Jeruzalema je u buldožeru jurio po cesti i ubio troje ljudi u autu, prije nego što je upucan. To je bio jedan od zadnjih incidenata Intifade.[77]
- 22. rujna 2008. Arap Qassem Mughrabi s autom se zabio u izraelske vojnike. 19 ljudi je ozljeđeno dok je napadač ubijen.

## Žrtve
Nevladina udruga B'Tselem dokumentirala je svaku žrtvu Druge Intifade: broj poginulih u 8 godina pobune, od rujna 2000. do prosinca 2008. je 6,626. Od toga broja, 5,500 žrtava su Palestinci (83 %), 1,062 Izraelci (16 %) te 64 strana državljana (1 %).

## Vanjske poveznice
- Hrvatski vojnik – Prva i Druga Intifada  Arhivirana inačica izvorne stranice od 11. studenoga 2009. (Wayback Machine)
- Kronologija događaja Druge Intifade